# Superfluidità

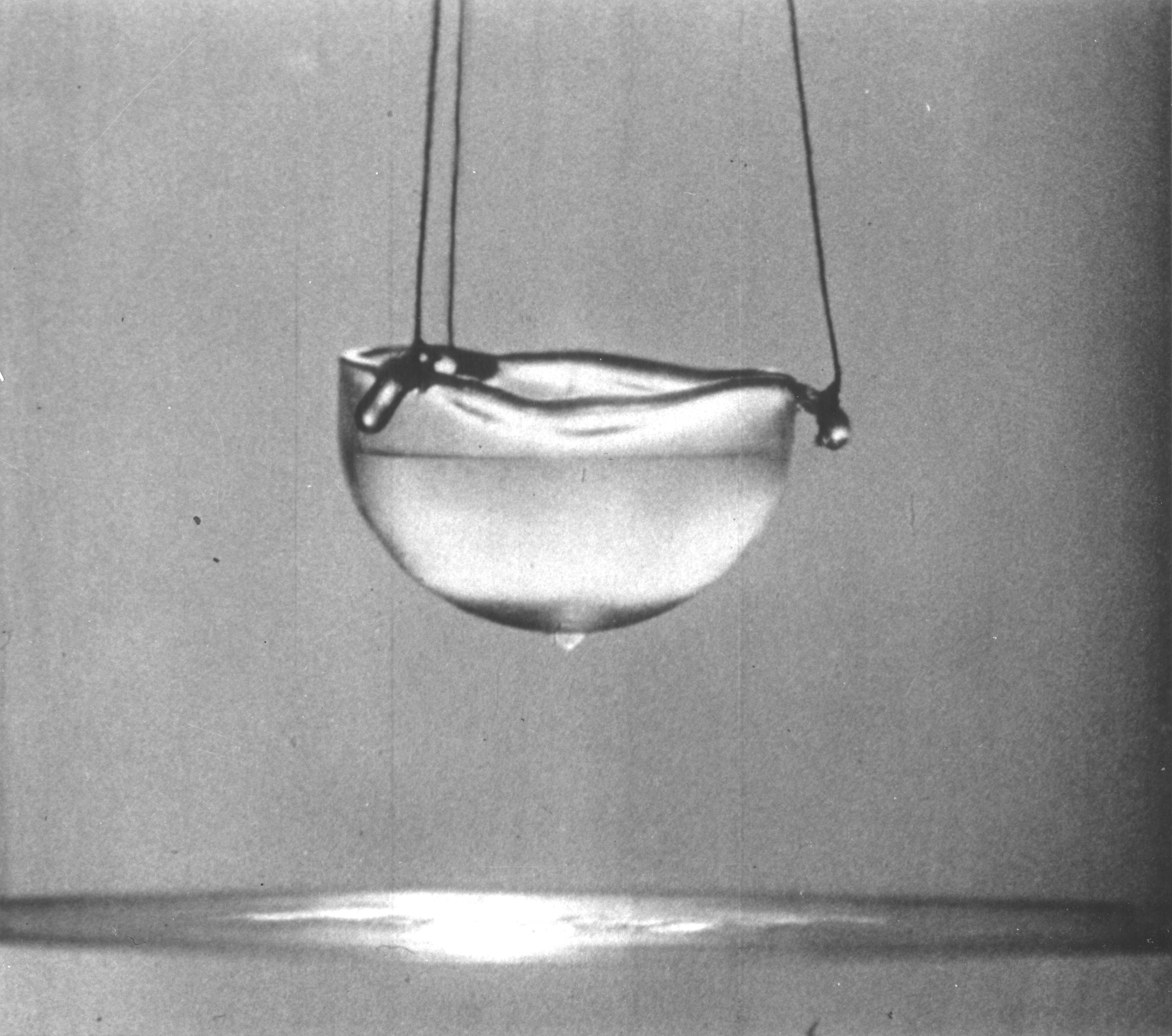
Elio superfluido

In fisica moderna la superfluidità è uno stato della materia caratterizzato dalla completa assenza di viscosità, dall'assenza di entropia e dall'avere conducibilità termica infinita. I superfluidi, se messi in un percorso chiuso, possono scorrere infinitamente senza attrito. La superfluidità è stata scoperta da Pëtr Leonidovič Kapica, John F. Allen, e Don Misener nel 1937. Lo studio dei superfluidi è chiamato idrodinamica quantistica.

## Generalità
La transizione a superfluido avviene nei liquidi quantistici al di sotto di una certa temperatura critica. Questo cambiamento di stato è chiamato transizione {\displaystyle \lambda } a motivo della forma del grafico del calore specifico in funzione della temperatura, ed è contrassegnato dalla lettera {\displaystyle \Lambda }.
Un esempio di superfluido è l'elio-4, 4He, ossia l'isotopo dell'elio più comune sulla Terra. L'elio-4 ha una transizione da liquido normale (chiamato elio-4 I) a liquido superfluido (chiamato elio-4 II) a temperature tra T=2,17 K a pressione p=0 mbar e T=1,76 K a pressione p≈30 mbar. La temperatura di transizione viene chiamata {\displaystyle T_{\lambda }}. L'isotopo, meno abbondante, elio-3 diventa un superfluido alla temperatura di 2,6 mK, pochi millesimi al di sopra dello zero assoluto.
Nonostante il risultato di questi superfluidi sia molto simile, il modo in cui avviene la trasformazione è diverso. Gli atomi di elio-4 sono bosoni, e la loro superfluidità può esser compresa in termini della statistica di Bose-Einstein: in modo più specifico, la superfluidità dell'elio-4 può essere considerata una conseguenza della condensazione di Bose-Einstein in un sistema interattivo. D'altra parte, gli atomi di elio-3 sono fermioni e la trasformazione a superfluido, in questo sistema, è descritta da una generalizzazione della teoria BCS della superconduzione. In questa, gli accoppiamenti di Cooper si stabiliscono tra atomi, piuttosto che elettroni, e le interazioni attrattive tra di essi sono mediate da fluttuazioni di spin, piuttosto che da fononi (vedi condensato di fermioni).
È anche possibile spiegare la superconduzione e la superfluidità come rottura spontanea di simmetria.

## Caratteristiche
I superfluidi hanno molte proprietà inusuali. Si comportano come soluzioni di componenti normali, con tutte le proprietà associate ai fluidi normali, e di componenti superfluide. Queste ultime non hanno viscosità, non hanno entropia ed hanno conducibilità termica infinita. Quindi è impossibile impostare un gradiente di temperatura in un superfluido, come è impossibile impostare una differenza di potenziale in un superconduttore. Uno dei più spettacolari risultati di queste proprietà è conosciuto come effetto fontana o effetto termomeccanico o meccanocalorico. Se un tubo capillare è posto in una vasca di elio superfluido, e questo poi è riscaldato (anche da una luce), il superfluido salirà lungo il tubo fino ad uscire dall'altro capo, come risultato della relazione di Clausius-Clapeyron. Un altro effetto inusuale è che l'elio superfluido può formare una pellicola, alta solo un atomo, su una faccia di un qualsiasi contenitore in cui si trova. Dal 1995, oltre l'elio liquido, troviamo molti atomi alcalini che hanno una transizione superfluida a temperature dell'ordine della decina di nanoKelvin.

### Spiegazione qualitativa della superfluidità
Poiché l'elio-3 o 3He, isotopo dell'elio meno comune sulla terra, presenta una transizione da fluido normale a superfluido a temperature molto più basse e poiché la differenza tra i due isotopi dell'elio, masse atomiche a parte, sta nel fatto che il primo è bosonico (descrivibile con la statistica di Bose-Einstein) mentre il secondo è fermionico (descrivibile con la statistica di Fermi-Dirac), si può qualitativamente concludere che la superfluidità sia una manifestazione della condensazione di Bose Einstein. L'elio-3 subisce transizione superfluida a temperature molto più basse (dell'ordine di mK) e il meccanismo che porta alla sua superfluidità è simile a quello che conduce alla superconduttività. Infatti coppie di fermioni si legano e formano un condensato di bosoni.

### Il modello a due fluidi
Alcuni "particolari" comportamenti dell'elio superfluido possono essere spiegati con il modello a due fluidi di Tiska. Tiska postula che l'elio nella fase superfluida sia composto da due componenti: la componente normale e quella superfluida. Tiska ipotizza che la componente normale abbia densità di massa {\displaystyle \rho _{n}} e velocità {\displaystyle v_{n}} mentre quella superfluida {\displaystyle \rho _{s}} e {\displaystyle v_{s}} rispettivamente. Si assume che densità di massa e velocità del liquido siano allora
{\displaystyle \rho =\rho _{n}+\rho _{s}}
{\displaystyle \rho v=\rho _{n}v_{n}+\rho _{s}v_{s}}
Si considera poi che il liquido normale si comporti come un liquido classico mentre che il liquido superfluido abbia entropia nulla e scorra senza resistenza anche attraverso piccole fessure. Questo modello, di cui esiste una spiegazione rigorosa e microscopica in meccanica statistica, spiega qualitativamente le strane proprietà dell'He4 liquido a basse temperature (ad esempio l'effetto meccanocalorico o il secondo suono).
È possibile misurare sperimentalmente (esperimento di Andronikashvili) la densità di massa del liquido normale (e conseguentemente quella del liquido superfluido) in funzione della temperatura in un modello a due fluidi, ottenendo
{\displaystyle {\frac {\rho _{n}}{\rho }}=\left\{{\begin{matrix}{\frac {T}{T_{\lambda }}}^{5.6}&T<T_{\lambda }\\1&T>T_{\lambda }\end{matrix}}\right.}

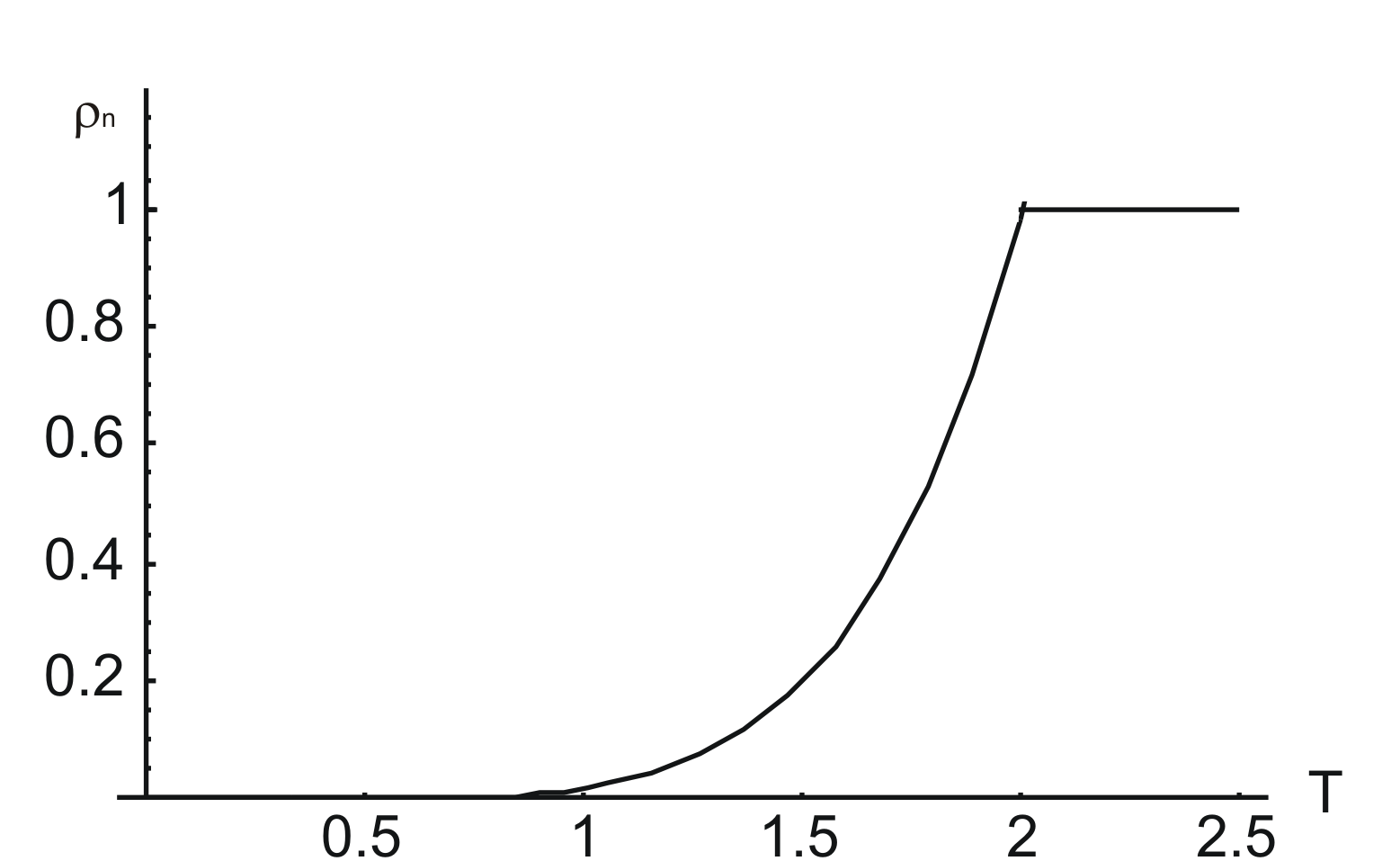
andamento della densità di massa normale in un superfluido in funzione della temperatura

Dal grafico della funzione si vede che la transizione da fluido a superfluido è graduale e {\displaystyle \rho _{n}=0} solo quando T=0, anche se si avvicina a zero molto velocemente. Nell'immagine la densità alla temperatura di transizione è presa pari ad 1 e la temperatura di transizione a 2.

## Applicazioni
Un'importante applicazione dei superfluidi è nei refrigeratori a diluizione.
Recentemente, nel campo della chimica, il superfluido elio-4 è stato usato con successo nelle tecniche di spettroscopia come solvente quantistico. Chiamata Spettroscopia a nano gocce di elio (SHeDS in inglese: Superfluid Helium Droplet Spectroscopy), è di enorme interesse negli studi delle molecole di gas, in quanto una singola molecola solvatata in un mezzo superfluido gode di libertà di rotazione: in questo modo la molecola si comporta come farebbe in fase gassosa.

## Scoperte recenti
Fisici del MIT hanno creato nel 2016 a Cambridge una nuova forma di materia: un gas superfluido di atomi. Per questo esperimento hanno usato l'isotopo litio-6 raffreddandolo fino a 50 miliardesimi di kelvin sopra lo zero assoluto.